# Edoungagomo
Edoungagomo ou Edoungangomo est un village du Cameroun situé dans la région du Sud et le département de l'Océan. Faisant partie de la commune de Lokoundjé, il se trouve sur la piste qui lie Kribi à Mabenanga.

## Population
En 1966, la population était de 64 habitants. Lors du recensement de 2005, le village comptait 184 habitants dont 97 hommes et 87 femmes, principalement des Mabéa.